# Hetaerolita
La hetaerolita o heterolita es un mineral óxido de fórmula ZnMn3+2O4.
Fue llamado así en 1877 por Gideon Emmet Moore, a partir del griego έταίρος [etairos], «compañero», en alusión a su asociación con la calcofanita en su localidad tipo de Ogdensburg (Estados Unidos).

## Propiedades
La hetaerolita es un mineral negro —ocasionalmente negro rojizo— de brillo submetálico. Esencialmente es opaco, aunque los fragmentos más finos son transparentes.
Tiene dureza 6 en la escala de Mohs y una densidad de 5,18 g/cm³.
Es frágil y de fractura irregular.
Cristaliza en el sistema tetragonal, clase ditetragonal dipiramidal. Contiene aproximadamente un 46% de manganeso y un 27% de zinc. Como impurezas puede contener hierro, magnesio y silicio.
Es isoestructural con la hidrohetaerolita, la iwakiíta y la hausmannita (en la cual el Mn2+ sustituye al Zn); por ello, la hetaerolita es también conocida como hausmannita de zinc.

## Morfología y formación

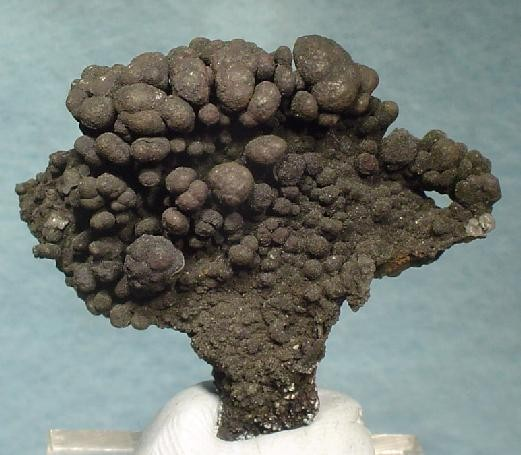
Hetaerolita procedente de Copper Queen Mine (Bisbee, Arizona)

La hetaerolita puede presentar dieferentes hábitos cristalinos, siendo común el botroidal (tomando forma globular que se asemeja a un racimo de uvas). Otros hábitos son masivo, granular y estalactítico (con forma de columnas colgantes como estalactitas o estalagmitas).
Es un mineral secundario asociado a otros minerales de manganeso, principalmente en depósitos hidrotermales. Puede aparecer asociado a franklinita, calcofanita, hodgkinsonita, willemita, hemimorfita, manganita, romanechita y calcita.

## Yacimientos
Además de la localidad tipo (Ogdensburg, Nueva Jersey), en Estados Unidos se ha encontrado hetaerolita en Arizona, en Copper Queen Mine, mina de cobre en Bisbee, y en la mina Lucky Cuss, pequeña mina subterránea de Ag-Mn-Au-Pb-V-Zn en desuso muy próxima a Tombstone.
En México hay depósitos en el municipio de Aquiles Serdán (Chihuahua) y en Taxco de Alarcón (Guerrero).
En Europa, hay hetaerolita en Ocna de Fier (Banato, Rumanía), Plombières (Lieja, Bélgica), The Lizard (Cornualles, Reino Unido), Agios Konstantinos (Ática Oriental, Grecia) y Alghero (Cerdeña, Italia). También se ha encontrado este mineral en Sierra Almagrera (Almería, España).